# Merano
Merano ili Meran (talijanski Merano, njemački Meran) je grad u sjevernoj Italiji. Grad se nalazi u talijanskoj pokrajini Trentino-Južni Tirol.
Merano danas ima oko 37.000 stanovnika. Grad je jezično i etnički podijeljen na njemačko (51%) i talijansko pučanstvo (48%).

## Zanimljivosti
Po Meranu je nazvano šahovsko otvaranje koje se odnosi na obranu crnoga u Daminom gambitu te čini podvarijantu Slavenske, odnosno Poluslavenske obrane, a naziva se Meranka. Ovo su potezi koji čine Meranku, najčešće u sljedećem redoslijedu: 1.d4 d5 2.c4 e6 3.Sc3 Sf6 4.Sf3 c6 5.e3 Sbd7 6.Ld3 dxc4 7.Lxc4 b5.

## Galerija
- Merano
- Gradska vijećnica Merana
- Gradsko kazalište
- Tipična ulica iz starog jezgra grada

## Vanjske poveznice
- www.comune.merano.bz.it Službena stranica grada Merana

### Ostali projekti
|  | Zajednički poslužitelj ima još gradiva o temi Merano |